# جیم لایتون

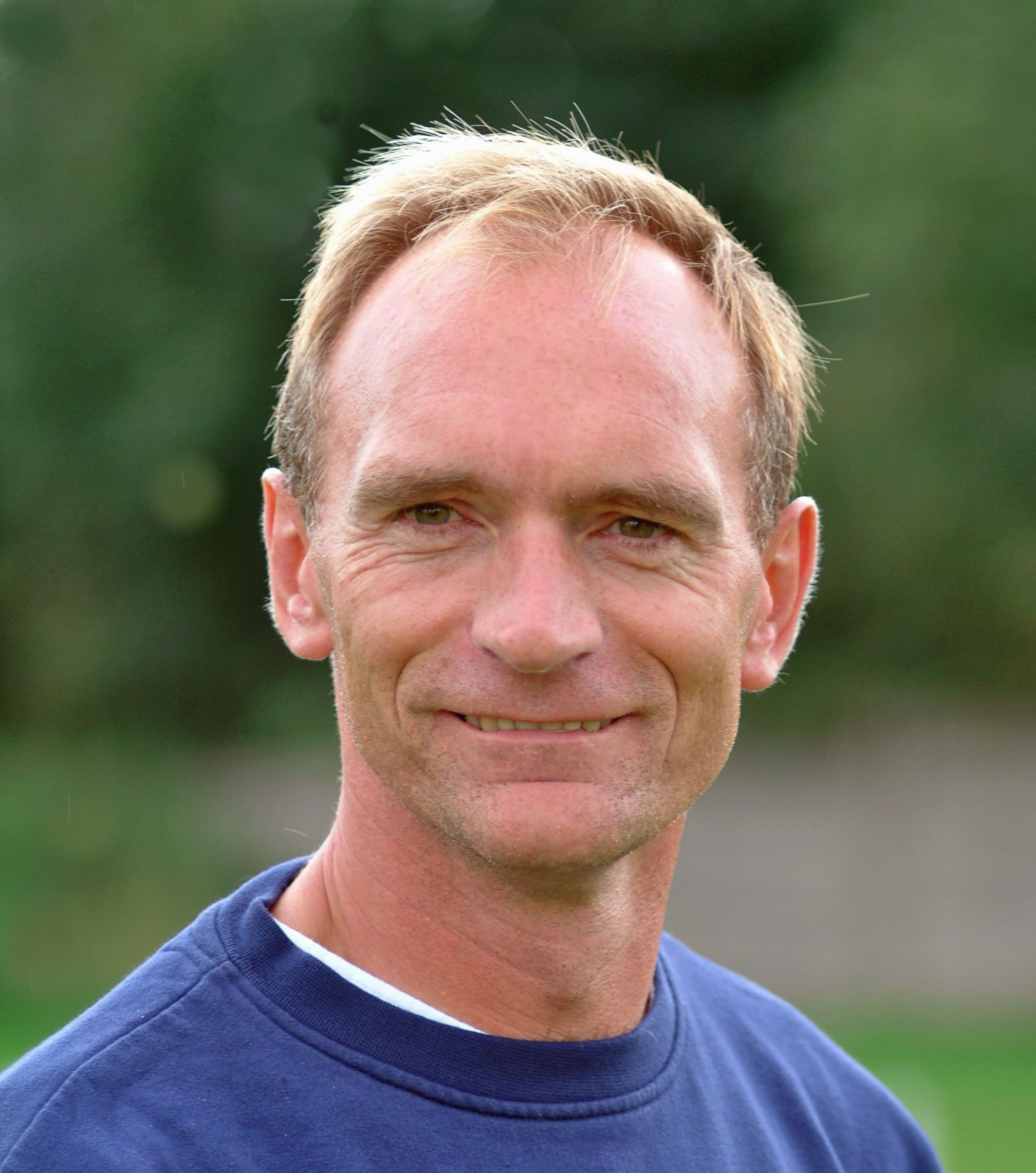
جیم لایتون

جیم لایتون (به انگلیسی: Jim Leighton) (زاده ۲۴ ژوئن ۱۹۵۸) بازیکن فوتبال اهل اسکاتلند است. او در پست دروازه بان در سال‌های ۱۹۸۲ تا ۱۹۹۸ در تیم ملی فوتبال اسکاتلند در ۹۱ بازی ملی حضور داشت. او هم چنین در جام جهانی فوتبال ۱۹۸۲، ۱۹۸۶ و ۱۹۹۰ و ۱۹۹۸ حضور داشته‌است.